# Uabe ibne Abedal Menafe
Uabe ibne Abedal Menafe (Wahab ibn Abd al-Manaf), do clã de Zuhra, foi o pai de Amina binte Uabe, a mãe de Maomé.
Provavelmente ele foi o pai [carece de fontes?] de Sade ibne Abi Uacas, do clã zuraídas, tio materno de Maomé e uma das primeiras pessoas a se converterem ao islão.